# یانوش شلانتک
یانوش شلانتک (انگلیسی: Janusz Ślązak؛ ۲۰ مارس ۱۹۰۷ – ۲۴ فوریهٔ ۱۹۸۵) قایقران روئینگ اهل لهستان بود.
وی در مسابقات کشوری و بین‌المللی در مجموع برندهٔ ۲ مدال نقره، ۲ مدال برنز شده‌است.